# Bosco Chiesanuova
Bosco Chiesanuova (zimbrisch Nuagankirchen; deutsch Neuenkirchen) ist eine norditalienische Gemeinde (comune) in der Provinz Verona in Venetien. Die Gemeinde liegt etwa 30 Kilometer nördlich von Verona.

## Beschreibung
Bosco Chiesanuova zählt zu den Dreizehn Gemeinden (italienisch „Tredici Comuni“), einer zimbrischen Sprachinsel in einem schwer zugänglichen Gebiet, das sich am Südabhang der Monti Lessini (Lessinia) zwischen der Etsch und dem Agno erstreckt.

## Museen
- Museo Civico Etnografico[2]

## Söhne und Töchter der Stadt
- Massimo Moratti (* 1945), italienischer Öl-Tycoon
- Paola Pezzo (* 1969), Mountainbikerin und Olympiasiegerin